# Hypochrysops menyllus
Hypochrysops menyllus är en fjärilsart som beskrevs av Hans Fruhstorfer 1908. Hypochrysops menyllus ingår i släktet Hypochrysops och familjen juvelvingar. Inga underarter finns listade i Catalogue of Life.